# 675 г. пр.н.е.

## Събития

### В Азия

#### В Асирия
- Цар на Асирия е Асархадон (681/0 – 669 г. пр.н.е.).[1]
- Еламитите извършват изненадващ набег в асирийска територия и превземат град Сипар. Това събитие се откроява като единственото нарушение на относително мирните отношения между Елам и Асирия при управлението на Асархадон.[2]

#### В Елам
- Царят на Елам Хума-Халдаш II (681 – 675 г. пр.н.е.) умира и е наследен от брат си Уртаку (675 – 664 г. пр.н.е.).[3]

#### В Мидия
- Вероятно през тази година умира владетелят на Мидия Дейок (728 – 675 г. пр.н.е.), който е наследен от Фраорт (675 – 653 г. пр.н.е.).[4]

### В Африка

#### В Египет
- Фараон на Египет е Тахарка (690 – 664 г. пр.н.е.).[5]

### В Европа
- Приблизително около тази година Фидон става тиран на Аргос.[6]

## Починали
- Хума-Халдаш II, цар на Елам